# Polymera (Polymera) stenoptera
Polymera (Polymera) stenoptera is een tweevleugelige uit de familie steltmuggen (Limoniidae). De soort komt voor in het Neotropisch gebied.